# Myst V: End of Ages
Myst V: End of Ages är det femte och sista spelet i Mystserien. Spelet, som är utvecklat av Cyan Worlds och producerat av Ubisoft, släpptes till både Mac och Windows den 20 september 2005. Likt tidigare spel i serien färdas spelaren mellan olika världar, åldrar (eng: ages), genom användandet av länkböcker, för att där lösa olika pussel och avslöja den bakomliggande historien genom ledtrådar och dagböcker.
När spelet släpptes blev det positivt mottaget; Gamespot skrev att spelet lyfte spelserien snarare än att göra den sämre.

## Gameplay
Myst V är, likt de tidigare spelen i serien, ett äventyrsspel. Spelaren färdas genom flera åldrar, och löser där pussel och samlar ledtrådar genom att läsa böcker eller observera omgivningen. Som hjälpmedel har spelaren en kamera som tar skärmdumpar och sparar spelstatusen, så att man senare kan återvända till ett tidigare skede i spelet. När spelaren möter andra karaktärer i spelet sparas monologerna i en speciell bok, så att spelaren kan läsa dem när som helst.
Myst V har till skillnad från de fyra tidigare spelen inte några förrenderade miljöer, utan omgivningarna renderas i realtid, precis som i Uru: Ages Beyond Myst eller realMyst (en omarbetad utgåva av Myst). Detta ger spelaren möjlighet att röra sig i princip helt fritt. För att underlätta utforskning, och för att låta spelaren kunna välja det spelsätt som passar bäst, har Myst V tre olika metoder för att förflytta sig:
1. "Classic mode" (klassiskt läge) använder samma förflyttningsteknik som de två första spelen i serien (Myst och Riven), en nod-till-nod-teknik där musrörelserna inte påverkar vad spelaren ser.[2]
2. "Classic Plus mode" (klassiskt plusläge) använder också en nod-till-nod-teknik, men här kan spelaren se sig omkring i 360 grader från varje punkt, precis som i Exile och Revelation.[2]
3. "Free-Move mode" (fritt förflyttningsläge) ger spelaren möjlighet att röra sig fritt och att kunna titta i alla riktningar samtidigt genom att använda sig av WASD-tangenterna för att röra sig framåt, bakåt och åt sidorna, och musen för att se sig omkring.[2]

Spelet har för serien ett nytt verktyg för problemlösning: en stentavla som används för att kommunicera med en art dunkla varelser som kallas the Bahro. Spelaren kan rita på tavlan med hjälp av musen. Bahron förstår vissa symboler och kommer besvara dem; användandet av tavlan är en central del i lösandet av många pussel.

## Handling
Spelet börjar med att spelaren (Främlingen) tar emot ett brev från sin gamle vän Atrus, en upptäcktsresande och författare av länkböcker som leder till andra världar. I brevet skriver Atrus att hans dagar är räknade, och att hans dotter Yeesha inte längre orkar med bördan han lagt på hennes axlar. Han behöver återigen spelarens hjälp.
Efter inledningen hamnar spelaren vid ingången till den forna civilisationen D'nis grottor. I D'ni upptäcker spelaren en främmande stentavla med gamla inskriptioner. Atrus dotter Yeesha dyker upp och berättar att legenderna säger att någon vid namn the Grower måste använda tavlan om D'ni ska kunna återupprättas. Artefakten har förmågan att kontrollera en mystisk förslavad ras vid namn the Bahro. Eftersom Yeesha fattade fel beslut efter att ha låst upp stentavlan kan hon inte längre använda den; istället ber hon spelaren att frigöra tavlan och dess krafter. Efter att ha lämnat Yeesha möter spelaren Esher, som berättar att Yeesha inte går att lita på.
Pådriven av både Yeesha och Esher färdas spelaren genom fyra åldrar och samlar ihop fyra stentavlor som används för att låsa upp the Tablet. Till sist tvingas spelaren välja vad som ska göras med the Tablet.
När seriens medskapare Rand Miller fick frågan om hur spelet skulle sluta, svarade han:
| ” | Civilisationens framtid har kommit till detta skede, och valen du gör avgör hur det kommer att gå. | „ |

## Utveckling
Cyan Worlds första officiella uttalande om Myst V gjordes på spel- och mjukvarumässan MacWorld Expo i San Francisco. I uttalandet sa Cyan att spelet skulle bli det sista i serien.
Myst V renderas i realtid. Det är första gången ett Mystspel gör det, förutom i realMyst, som är en omgjord version, och Uru, ett spel som utspelar sig efter eller parallellt med de andra Mystspelen. Denna teknik offrar vanligtvis grafisk kvalité (detaljerna blir sämre) mot animerade omgivningar och en större interaktivitet. Tekniken brukar också ge mer svårhanterliga kontroller än det enkla peka-och-klickagränssnittet som känns igen från tidigare Mystspel.
Myst V försöker lösa båda dess problem genom att använda den mest avancerade grafikmotorn som använts hittills i ett Mystspel, och genom att ge spelaren möjlighet att välja mellan tre olika styrsätt. Spelaren kan välja mellan att spela hela spelet med bara en enknappsmus, som i Myst och Riven, om de vill ta sig från nod till nod med möjlighet att vrida sig 360° i alla riktningar, som i Exile och Revelation, eller om de vill använda "Free Look mode", designat för lite mer erfarna spelare. Det läget använder sig av FPS-liknande kontroller, med möjlighet att gå vartsomhelst och undersöka vadsomhelst, som i realMyst.
Mystserien har traditionellt sett haft skådespelare som filmats och därefter klippts in i spelet. Då Myst V använder sig av en ny sorts grafikmotor mot tidigare spel i serien, har man istället använt sig av motion capture för att överföra skådespelarnas ansikten och rörelser till de animerade karaktärerna i spelet.
Många pussel kräver hjälp från en varelse kallad the Bahro. För att kommunicera med dem måste spelaren rita vissa symboler på en stentavla och lämna tavlan så att Bahron kan hitta den. Det finns också en journal som ger spelaren möjlighet att foton från olika platser och att skriva anteckningar. Detta fungerar också som en sparningsfunktion. Slutligen finns också en bok där alla konversationer med spelkaraktärerna sparas, som referens.

### Musik
Kompositören Tim Larkin fick i uppgift att skapa Myst Vs soundtrack. Musiken vann ett GOTY-pris.

#### Myst V: End of Ages Soundtrack
| Nr  | Titel                 | Längd |
| --- | --------------------- | ----- |
| 1.  | "Descent"             | 0:41  |
| 2.  | "Beginnings - Atrus"  | 2:10  |
| 3.  | "Great Shaft"         | 3:33  |
| 4.  | "Villa"               | 1:05  |
| 5.  | "Laki"                | 3:37  |
| 6.  | "Arena Reveal"        | 1:30  |
| 7.  | "Tahgira Ice Fields"  | 3:11  |
| 8.  | "Beginnings - Yeesha" | 3:46  |
| 9.  | "Noloben Lab"         | 4:34  |
| 10. | "End of Ages"         | 4:13  |
| 11. | "Todelmer"            | 3:22  |
| 12. | "Time Machine"        | 3:53  |
| 13. | "Figher Beach"        | 1:01  |
| 14. | "Beginnings - Esher"  | 2:54  |
| 15. | "Trapped"             | 1:25  |
| 16. | "Myst"                | 2:42  |
| 17. | "Finale"              | 6:05  |

## Mottagande
Överlag blev Myst V väl mottaget av kritiker. Spelet fick respektive 80 och 79% i medelbetyg av webbplatserna Metacritic och Game Rankings.
Precis som tidigare spel i serien hyllades grafiken och musiken i Myst V, och bytet till realtidsrendering sågs generellt sett som ett steg i rätt riktning. Webbplatser som Gamespot och IGN hyllade röstinsatserna och bytet till 3D-karaktärerna; Juan Castro på IGN sa att trots att spelaren inte kan interagera direkt med karaktärerna, så ger de 3D-renderade karaktärerna spelet att kännas mer genuint och på riktigt. David Ogden Stiers berömdes särskilt, för att ha gett Esher liv. De nya pusslen med stentavlorna blev väl mottagna, liksom möjligheten att välja vilken uppsättning styrkontroller man vill använda. Överlag sågs spelet som ett värdigt slut för serien.
Spelet fick också en del negativ kritik. Några recensenter, som Charles Herold på New York Times, tyckte att grafiken kändes otillräcklig, speciellt när man jämför med den förrenderade grafiken i Myst IV. Paul Presley på Computer and Video Games tyckte att konceptet med stentavlan kunde ha utnyttjats mer. Webbplatser som Gamespot tyckte att fastän grafiken höll samma nivå som de tidigare spel, missade End of Ages flera inslag som gav Myst IV mer djup; till exempel lämnar spelaren inga spår efter sig, och gör heller inga ljud.
Precis innan releasen av Myst V berättade Cyan att större delen av personalen skulle varslas om uppsägning och att företaget skulle sluta med mjukvaruutveckling. Företaget drog dock några veckor senare tillbaka uttalandet och återanställde nästan alla anställda. Cyan har sagt att deras nästa spel inte kommer att ha någonting med Mystserien att göra.